# Hornoy-le-Bourg
Hornoy-le-Bourg is een gemeente in het Franse departement Somme (regio Hauts-de-France) en telt 1449 inwoners (1999). De plaats maakt deel uit van het arrondissement Amiens.

## Geografie
De oppervlakte van Hornoy-le-Bourg bedraagt 51,7 km², de bevolkingsdichtheid is 28,0 inwoners per km².
De onderstaande kaart toont de ligging van Hornoy-le-Bourg met de belangrijkste infrastructuur en aangrenzende gemeenten.

## Demografie
Onderstaande figuur toont het verloop van het inwonertal (bron: INSEE-tellingen).